# Phantasmagoria (groupe japonais)
Pour les articles homonymes, voir Phantasmagoria.
Phantasmagoria (ファンタスマゴリア) était un groupe japonais de visual kei, fondé en novembre 2004 à Osaka. 

## Histoire
Kisaki a formé son nouveau groupe LIN, qui publiera leur single As If Forever Exists, le 2 juillet 2010.

## Formation

### Membres actuels
- Riku (戮), le chanteur, né dans la préfecture de Hyōgo le 3 janvier 1977.
- Jun (JUN), guitariste, né le 17 novembre 1983 à Kōbe..
- lori (伊織), guitariste, né le 10 janvier 1984 à Kōbe
- Kisaki (KISAKI), leader et bassiste. Né le 10 mars 1976 à Wakayama
- Matoi ,batteur, né à Osaka. (actuellement dans Jill Christ)

### Anciens membres
- Mao, ancien chanteur, il a quitté le groupe en fin octobre 2004. Né le 7 juin à Kyoto. (actuellement dans Sadie)
- Shion (熾苑), ancien batteur, il a quitté le groupe en février 2005. Né à Kōbe

### Albums
- Splendor of Sanctuary (2005)
- Signs of Fragment (2006)
- Requiem -Floral Edition-
- Requiem -Funeral Edition-
- ANOTHER COLLECTIONS ALBUM~No Imagination~ (2007)

### Singles
- "Material pain" (2004)
- "Moonlight Revival" (2004)
- "Never Rebellion" (2005)
- "Never Rebellion - Fool's Mate Edition" (2005)
- "Mikansei to Guilt" (未完成とギルト) (2005)
- "Kousoukyoku~Variant Jihad~"(神創曲～Variant Jihad～) (2006)
- "Kyousoukyoku~Cruel Crucible~"(狂想曲～Cruel Crucible～) (2006)
- "Gensoukyoku~Eternal Silence~"(幻想曲～Eternal Silence～) (2006)
- "Under the Veil" (2006)
- "Vain" (2007)
- "Kami Uta" (神歌) (2007)
- At the ends of the rest period (2007)
- "Vanish..."  (2008)
- "Vanish... Deluxe Edition"  (2008)